# Campeonato de Australia 1952
Lista de los campeones del Abierto de Australia de 1952:

## Individual masculino
Ken McGregor (AUS) d. Frank Sedgman (AUS),  7–5, 12–10, 2–6, 6–2

## Individual femenino
Thelma Coyne Long (AUS) d. Helen Angwin (AUS), 6–2, 6–3

## Dobles masculino
Ken McGregor/Frank Sedgman (AUS)

## Dobles femenino
Thelma Coyne Long (AUS)/Nancye Wynne Bolton (AUS)

## Dobles mixto
Thelma Coyne Long (AUS)/George Worthington (AUS)
| Predecesor: 1951                                       | Abierto de Australia 1952 | Sucesor: 1953                         |
| Predecesor: Campeonato nacional de Estados Unidos 1951 | Grand Slam 1952           | Sucesor: Torneo de Roland Garros 1952 |

- Datos: Q952155